# 1994-es labdarúgó-világbajnokság-selejtező (UEFA – 2. csoport)
Az 1994-es labdarúgó-világbajnokság európai 2. selejtezőcsoportjának mérkőzéseit, és a csoport végeredményét tartalmazó lapja. A csoportban körmérkőzéses, oda-visszavágós rendszerben játszottak egymással a labdarúgó-válogatottak. A két első helyezett automatikus résztvevője lett az 1994-es labdarúgó-világbajnokságnak.
A csoportban Anglia, Hollandia, Lengyelország, Norvégia, San Marino és Törökország szerepelt.
Norvégia végzett az első helyen és kijutott az 1994-es világbajnokságra, a második helyet pedig Hollandia szerezte meg és szintén kijutott a világbajnokságra.

## Tabella
| Hely. | Csapat        | M  | Gy | D | V | G+ | G– | Gk  | P  | Továbbjutás                          |     | Norvégia | Hollandia | Anglia | Lengyelország | Törökország | San Marino |
| ----- | ------------- | -- | -- | - | - | -- | -- | --- | -- | ------------------------------------ | --- | -------- | --------- | ------ | ------------- | ----------- | ---------- |
| 1.    | Norvégia      | 10 | 7  | 2 | 1 | 25 | 5  | +20 | 16 | Kijutott az 1994-es világbajnokságra |     | —        | 2–1       | 2–0    | 1–0           | 3–1         | 10–0       |
| 2.    | Hollandia     | 10 | 6  | 3 | 1 | 29 | 9  | +20 | 15 | Kijutott az 1994-es világbajnokságra |     | 0–0      | —         | 2–0    | 2–2           | 3–1         | 6–0        |
| 3.    | Anglia        | 10 | 5  | 3 | 2 | 26 | 9  | +17 | 13 |                                      |     | 1–1      | 2–2       | —      | 3–0           | 4–0         | 6–0        |
| 4.    | Lengyelország | 10 | 3  | 2 | 5 | 10 | 15 | −5  | 8  |                                      | 0–3 | 1–3      | 1–1       | —      | 1–0           | 1–0         |            |
| 5.    | Törökország   | 10 | 3  | 1 | 6 | 11 | 19 | −8  | 7  |                                      | 2–1 | 1–3      | 0–2       | 2–1    | —             | 4–1         |            |
| 6.    | San Marino    | 10 | 0  | 1 | 9 | 2  | 46 | −44 | 1  |                                      | 0–2 | 0–7      | 1–7       | 0–3    | 0–0           | —           |            |

## Mérkőzések
| 1992. szeptember 9. |

| Norvégia                                                                  | 10–0        | San Marino |
| ------------------------------------------------------------------------- | ----------- | ---------- |
| Rekdal 4' 79' Halle 6' 53' 70' Sørloth 15' 22' Nilsen 46' 67' Mykland 74' | Jegyzőkönyv |            |

| Ullevaal, Oslo Nézőszám: 6,511 Játékvezető: Esa Palsi (finn) |

| 1992. szeptember 23. |

| Norvégia                         | 2–1         | Hollandia    |
| -------------------------------- | ----------- | ------------ |
| Rekdal 9' (11-esből) Sørloth 78' | Jegyzőkönyv | Bergkamp 10' |

| Ullevaal, Oslo Nézőszám: 19,998 Játékvezető: Rémi Harrel (francia) |

| 1992. szeptember 23. |

| Lengyelország | 1–0         | Törökország |
| ------------- | ----------- | ----------- |
| Wałdoch 33'   | Jegyzőkönyv |             |

| Miejski, Poznań Nézőszám: 12,000 Játékvezető: Markus Merk (német) |

| 1992. október 7. |

| San Marino | 0–2         | Norvégia            |
| ---------- | ----------- | ------------------- |
|            | Jegyzőkönyv | Jakobsen 7' Flo 19' |

| Olimpiai Stadion, Serravalle Nézőszám: 1,187 Játékvezető: Juan Ansuátegui Roca (spanyol) |

| 1992. október 14. |

| Anglia    | 1–1         | Norvégia   |
| --------- | ----------- | ---------- |
| Platt 55' | Jegyzőkönyv | Rekdal 77' |

| Wembley, London Nézőszám: 51,441 Játékvezető: Arturo Brizio Carter (mexikói) |

| 1992. október 14. |

| Hollandia          | 2–2         | Lengyelország               |
| ------------------ | ----------- | --------------------------- |
| Van Vossen 43' 48' | Jegyzőkönyv | Koźmiński 19' Kowalczyk 21' |

| De Kuip, Rotterdam Nézőszám: 14,500 Játékvezető: Arcangelo Pezzella (olasz) |

| 1992. október 28. |

| Törökország                      | 4–1         | San Marino     |
| -------------------------------- | ----------- | -------------- |
| Hakan 37' 89' Orhan 87' Hami 90' | Jegyzőkönyv | Bacciocchi 53' |

| 19 Mayıs, Ankara Nézőszám: 22,303 Játékvezető: Ali Búdzsszajm (Egyesült Arab Emírségekbeli) |

| 1992. november 18. |

| Anglia                                   | 4–0         | Törökország |
| ---------------------------------------- | ----------- | ----------- |
| Gascoigne 16' 61' Shearer 28' Pearce 60' | Jegyzőkönyv |             |

| Wembley, London Nézőszám: 42,984 Játékvezető: Bo Karlsson (svéd) |

| 1992. december 16. |

| Törökország | 1–3         | Hollandia                     |
| ----------- | ----------- | ----------------------------- |
| Feyyaz 61'  | Jegyzőkönyv | Van Vossen 57' 87' Gullit 59' |

| İnönü, Isztambul Nézőszám: 7,585 Játékvezető: Kurt Röthlisberger (svájci) |

| 1993. február 17. |

| Anglia                                         | 6–0         | San Marino |
| ---------------------------------------------- | ----------- | ---------- |
| Platt 13' 24' 67' 83' Palmer 78' Ferdinand 86' | Jegyzőkönyv |            |

| Wembley, London Nézőszám: 51,154 Játékvezető: Roger Philippi (luxemburgi) |

| 1993. február 24. |

| Hollandia                    | 3–1         | Törökország           |
| ---------------------------- | ----------- | --------------------- |
| Overmars 4' Witschge 37' 57' | Jegyzőkönyv | Feyyaz 36' (11-esből) |

| Galgenwaard, Utrecht Nézőszám: 13,000 Játékvezető: Antonio Martín Navarrete (spanyol) |

| 1993. március 10. |

| San Marino | 0–0         | Törökország |
| ---------- | ----------- | ----------- |
|            | Jegyzőkönyv |             |

| Olimpiai Stadion, Serravalle Nézőszám: 957 Játékvezető: Michel Piraux (belga) |

| 1993. március 24. |

| Hollandia                                                                                  | 6–0         | San Marino |
| ------------------------------------------------------------------------------------------ | ----------- | ---------- |
| Van den Brom 2' Canti 29' (öngól) de Wolf 52' 85' R. de Boer 68' (11-esből) Van Vossen 78' | Jegyzőkönyv |            |

| Galgenwaard, Utrecht Nézőszám: 12,500 Játékvezető: Gerd Grabher (osztrák) |

| 1993. március 31. |

| Törökország | 0–2         | Anglia                 |
| ----------- | ----------- | ---------------------- |
|             | Jegyzőkönyv | Platt 7' Gascoigne 45' |

| Kemal Atatürk stadion, İzmir Nézőszám: 35,000 Játékvezető: Fabio Baldas (olasz) |

| 1993. április 28. |

| Anglia              | 2–2         | Hollandia                              |
| ------------------- | ----------- | -------------------------------------- |
| Barnes 2' Platt 23' | Jegyzőkönyv | Bergkamp 34' Van Vossen 85' (11-esből) |

| Wembley, London Nézőszám: 73,163 Játékvezető: Peter Mikkelsen (dán) |

| 1993. április 28. |

| Norvégia                                        | 3–1         | Törökország |
| ----------------------------------------------- | ----------- | ----------- |
| Rekdal 14' (11-esből) Fjørtoft 17' Jakobsen 55' | Jegyzőkönyv | Feyyaz 57'  |

| Ullevaal, Oslo Nézőszám: 21,530 Játékvezető: Hans-Jürgen Weber (német) |

| 1993. április 28. |

| Lengyelország | 1–0         | San Marino |
| ------------- | ----------- | ---------- |
| Furtok 70'    | Jegyzőkönyv |            |

| Widzew Stadion, Łódź Nézőszám: 20,000 Játékvezető: Leslie Mottram (skót) |

| 1993. május 19. |

| San Marino | 0–3         | Lengyelország                   |
| ---------- | ----------- | ------------------------------- |
|            | Jegyzőkönyv | Leśniak 52' 80' K. Warzycha 56' |

| Olimpiai Stadion, Serravalle Nézőszám: 1,223 Játékvezető: Plarent Kotherja (albán) |

| 1993. május 29. |

| Lengyelország | 1–1         | Anglia        |
| ------------- | ----------- | ------------- |
| Adamczuk 36'  | Jegyzőkönyv | I. Wright 84' |

| Sziléziai Stadion, Chorzów Nézőszám: 60,000 Játékvezető: Serge Muhmenthaler (svájci) |

| 1993. június 2. |

| Norvégia                    | 2–0         | Anglia |
| --------------------------- | ----------- | ------ |
| Leonhardsen 43' Bohinen 48' | Jegyzőkönyv |        |

| Ullevaal, Oslo Nézőszám: 22,256 Játékvezető: Puhl Sándor (magyar) |

| 1993. június 9. |

| Hollandia | 0–0         | Norvégia |
| --------- | ----------- | -------- |
|           | Jegyzőkönyv |          |

| De Kuip, Rotterdam Nézőszám: 42,600 Játékvezető: Vaszílisz Nikákisz (görög) |

| 1993. szeptember 8. |

| Anglia                                | 3–0         | Lengyelország |
| ------------------------------------- | ----------- | ------------- |
| Ferdinand 5' Gascoigne 49' Pearce 53' | Jegyzőkönyv |               |

| Wembley, London Nézőszám: 71,220 Játékvezető: Frans van den Wijngaert (belga) |

| 1993. szeptember 22. |

| Norvégia | 1–0         | Lengyelország |
| -------- | ----------- | ------------- |
| Flo 55'  | Jegyzőkönyv |               |

| Ullevaal Stadion, Oslo Nézőszám: 21,968 Játékvezető: Pierluigi Pairetto (olasz) |

| 1993. szeptember 22. |

| San Marino | 0–7         | Hollandia                                                              |
| ---------- | ----------- | ---------------------------------------------------------------------- |
|            | Jegyzőkönyv | Bosman 1' 66' 76' Jonk 21' 43' R. de Boer 51' R. Koeman 79' (11-esből) |

| Renato Dall’Ara Stadion, Bologna Nézőszám: 3,340 Játékvezető: Charles Agius (máltai) |

| 1993. október 13. |

| Hollandia                  | 2–0         | Anglia |
| -------------------------- | ----------- | ------ |
| R. Koeman 62' Bergkamp 68' | Jegyzőkönyv |        |

| De Kuip, Rotterdam Nézőszám: 48,000 Játékvezető: Karl-Josef Assenmacher (német) |

| 1993. október 13. |

| Lengyelország | 0–3         | Norvégia                         |
| ------------- | ----------- | -------------------------------- |
|               | Jegyzőkönyv | Flo 61' Fjørtoft 63' Johnsen 89' |

| Miejski, Poznań Nézőszám: 11,000 Játékvezető: Václav Krondl (cseh) |

| 1993. október 27. |

| Törökország             | 2–1         | Lengyelország |
| ----------------------- | ----------- | ------------- |
| Hakan 52' K. Bülent 67' | Jegyzőkönyv | Kowalczyk 18' |

| İnönü, Isztambul Nézőszám: 8,326 Játékvezető: Alfred Wieser (osztrák) |

| 1993. november 10. |

| Törökország     | 2–1         | Norvégia    |
| --------------- | ----------- | ----------- |
| Ertuğrul 5' 26' | Jegyzőkönyv | Bohinen 48' |

| Şükrü Saracoğlu Stadion, Isztambul Nézőszám: 12,000 Játékvezető: Szergej Huszainov (orosz) |

| 1993. november 17. |

| Lengyelország | 1–3         | Hollandia                       |
| ------------- | ----------- | ------------------------------- |
| Leśniak 14'   | Jegyzőkönyv | Bergkamp 10' 56' R. de Boer 88' |

| Miejski, Poznań Nézőszám: 17,000 Játékvezető: Leif Sundell (svéd) |

| 1993. november 17. |

| San Marino   | 1–7         | Anglia                                               |
| ------------ | ----------- | ---------------------------------------------------- |
| Gualtieri 1' | Jegyzőkönyv | Ince 22' 73' I. Wright 34' 46' 78' 90' Ferdinand 38' |

| Renato Dall’Ara Stadion, Bologna Nézőszám: 2,378 Játékvezető: Abdullah Mohamed Nazri (maláj) |

## Góllövőlista
| 7 gólos - David Platt 6 gólos - Peter van Vossen 5 gólos - Ian Wright - Dennis Bergkamp - Kjetil Rekdal 4 gólos - Paul Gascoigne 3 gólos - Les Ferdinand - John Bosman - Ronald de Boer - Jostein Flo - Gunnar Halle - Gøran Sørloth - Marek Leśniak - Feyyaz Uçar - Hakan Şükür | 2 gólos - Paul Ince - Stuart Pearce - John de Wolf - Wim Jonk - Ronald Koeman - Rob Witschge - Lars Bohinen - Jan Åge Fjørtoft - Mini Jakobsen - Roger Nilsen - Wojciech Kowalczyk - Ertuğrul Sağlam 1 gólos - John Barnes - Carlton Palmer - Alan Shearer - Ruud Gullit - Marc Overmars - John van den Brom - Ronny Johnsen - Øyvind Leonhardsen - Erik Mykland | - Dariusz Adamczuk - Marek Koźmiński - Jan Furtok - Tomasz Wałdoch - Krzysztof Warzycha - Davide Gualtieri - Nicola Bacciocchi - Bülent Korkmaz - Hami Mandıralı - Orhan Çıkırıkçı 1 öngólos - Nicola Bacciocchi (Hollandia ellen) |